# Prikro
Prikro è una città, sottoprefettura e comune della Costa d'Avorio, situata nella regione di Iffou. È capoluogo dell'omonimo dipartimento e conta una popolazione di 33 242 abitanti (censimento 2014).